# 一柳直重
一柳 直重（ひとつやなぎ なおしげ）は、伊予国西条藩の第2代藩主。初代藩主の一柳直盛の長男。直盛は入封途中に病死したため、実質的に西条藩を成立させた人物である。西条陣屋やその陣屋町を構築し、のちの西条町（愛媛県西条市の中心地区）の基礎を築いた。

## 生涯

### 前半生
慶長3年（1598年）、尾張国黒田城主であった一柳直盛の長男として山城国伏見において生まれた。父は関ヶ原の合戦後の慶長6年（1601年）に伊勢国神戸藩5万石に移封された。
慶長14年（1609年）、12歳で従五位下丹後守に叙任。この年、駿府で徳川家康に、江戸で徳川秀忠にそれぞれ拝謁。慶長19年（1614年）からの大坂の陣では父と共に参戦している。以後、徳川秀忠や徳川家光の上洛・日光社参に供奉。寛永10年（1633年）には、九鬼久隆転封後の鳥羽城守衛を父直盛や弟直頼とともに命じられている。

### 西条藩主
寛永13年（1636年）8月19日、伊予国西条藩6万3000石への移封を受け、西条に赴く途中の父が大坂で死去。同年11月24日、遺領を3人の男子が分割して相続することが認められた。直重は宇摩・新居・周布の3郡にまたがる3万石を継承して伊予西条藩主となった。次弟の直家に2万3000石（川之江藩→小野藩）、三弟の直頼に1万石（小松藩）が分与されている。
西条藩は直重の入国によって実質的に成立したと言える。直重は西条平野北部の新居郡神拝村に西条陣屋を置き、喜多川の水路を付け替えて陣屋に濠を巡らせ、濠の余水を海に流すために本陣川を開削した。陣屋とそれを取り巻く武家屋敷地の東側に町人屋敷を置いて陣屋町（喜多浜町）の構築を行った。陣屋構築以前にすでに金毘羅街道沿いに町場が形成されて繁栄していた大町から有力商人を移住させた。加藤嘉明の家臣足立重信が着手していたとされる加茂川の治水工事を継続。新田開発を進めたために加茂川下流域には広大な新田地帯が出現した。
寛永17年（1640年）の讃岐高松藩の生駒高俊が改易された際には、今治藩主松平定房や大洲藩主加藤泰興と共に高松城在番を務めた。
正保2年（1645年）6月24日死去、48歳。跡を長男の直興が継いだ。

## 系譜
- 父：一柳直盛（1564-1636）
- 母：不詳
- 正室：菊亭公矩の娘
  - 長男：一柳直興（1624-1702）
- 側室：一柳盛晴の娘[9]
  - 男子：一柳直照

直重の正室は寛永11年（1634年）8月16日没。伊勢国河芸郡西野村（現在の三重県鈴鹿市西条）の妙祝寺に葬られた。法号「栄法院殿妙唱日繁大姉」。愛媛県西条市の日栄山妙昌寺は、その菩提を弔うために建立されたという。
『寛政譜』では二男直照を直興と同母としているが、『一柳家史記紀要』では一柳盛晴の娘とする。一柳盛晴は、一柳直末（直重の伯父）の娘婿となった稲葉源左衛門尉（一柳右京）末晴の二男で、その兄の直晴は一時期一柳直盛（直重の父）の養子になっていたという人物である。一柳氏は正室栄法院没後は「後室に準じる扱い」を受けたとされ、慶安5年（1652年）4月3日に没。西条市福武の常福寺に葬られた。法号「長養院殿菊源景広大姉」。
『断家譜』では、末子として女子（尾張藩家老・竹腰正晴の妻）が記載される。ただし『寛政譜』によれば竹腰正晴夫人は一柳直興の娘であり、直興の改易後に母方の実家である能見松平家に引き取られ、伯父である松平英親（豊後杵築藩主）の養女として竹腰家に嫁いでいる。

## 備考
- 西条の常福寺（臨済宗）[17]・本善寺（浄土宗）[13]・満福寺（浄土真宗）[13]は一柳氏転封にともない伊勢神戸から移された寺である。ほかに直重は妙昌寺（日蓮宗）を創建し[13][注釈 5]、善導寺（浄土宗）の開基となったという[13]。